# 縣道122號
縣道122號（南寮－環山），西起新竹市北區南寮，東至新竹縣五峰鄉土場，全長55.954公里（公路總局資料），又稱南清公路。縣道122號連結新竹發展核心——新竹市與竹東鎮，是新竹縣市重要之東西向運輸走廊。與之平行的台68線（東西向快速道路南寮竹東線）於1998年通車，紓緩了縣道122號的道路交通負荷。縣道122號即日治時代以新竹為基點，經竹東、上坪等地到井上（清泉）的「井上道路」，包含新竹竹東道、竹東上坪道、上坪井上道，也是以國庫或地方經費改善養護之「指定道路」。縣道122號也是台68線的替代道路。
過去縣道122線曾經計劃從清泉延伸，大致經霞喀羅（石鹿）古道、石鹿大山－佐藤山稜線、結城山東側、大鹿林道東支線、大霸尖山稜線西北側、林專山西側、翠池、雪山山脈稜線後，再沿司界蘭溪而下，到達臺中市和平區環山部落，接台7甲線。後因工程過於艱鉅及環保因素等等作罷，現今終點則改至土場，有竹專2線（大鹿林道）可通至觀霧、馬達拉。

## 歷史沿革

### 日治時期
日治時期從新竹市向東行，有三條接續在一起的指定道路可一路通到井上（現新竹縣五峰鄉桃山村清泉）：「新竹竹東道」（14.9673公里）、「竹東上坪道」（10.9273公里）和「上坪井上道」（18.763公里），其路廊和今日的縣道122號大同小異；除此之外，另有一條西行的「新竹舊港道」（5.1036公里）通往舊港，亦僅於新竹機場以西之路廊與今日縣道122號不同。

### 第一次公路普查（1961年）
公路法實施後，公路主管機關依法將全台各等級公路賦予編號。縣道122號「南寮－清泉」自新竹市南寮海水浴場至五峰鄉清泉吊橋頭，里程為48.517公里。。其後分別因為新竹機場跑道延長和工業技術研究院中興院區的設立，導致縣道122號新竹機場段和竹東鎮頭重埔路段分別改線，現今新竹市東大路三段179巷即為縣道122號新竹機場段改線前之舊線。

### 第二次公路普查（1976年）
縣道122號「南寮－環山」起點東移至省道台15線交岔路口（現新竹市東大路三段與富美路口），並計畫從清泉延伸，橫越雪山山脈後銜接中橫宜蘭支線，總里程大幅躍升為121.266公里，因而成為包含計畫線後最長的縣道（目前最長的縣道為縣道193號，里程110.92公里）。計畫線直接貫穿後來成立之雪霸國家公園，且需翻越超過海拔3000公尺之雪山山脈稜線，因而一直未有動工興建。

### 近年改變
2001年3月16日，交通部公告調整「臺灣地區縣道公路系統」，縣道122號名稱仍維持「南寮－環山」，但終點改至五峰鄉土場，大鹿林道起點處。2013年8月19日，交通部再公告將縣道122號向西延伸至新竹漁港入口處（新竹市東大路四段與海濱路岔路口），如今縣道122號總里程為55.954公里。

## 行經行政區域
| 新竹市        | 北區   | 南寮       | 0.000              | （地區道路）         | 公路起點                         |
| 新竹市        | 北區   | 南寮       | －                 | 台15線               |                                  |
| 新竹市        | 北區   | 南寮       | 1.243              | 縣道118號            | 縣道118號起點                    |
| 新竹市        | 北區   | 槺榔       | －                 | （地區道路）         |                                  |
| 新竹市        | 北區   | 苦苓腳     | －                 | （地區道路）         |                                  |
| 新竹市        | 北區   | 樹林頭     | －                 | （地區道路）         |                                  |
| 新竹市        | 北區   | 水田       | －                 | 台1線                |                                  |
| 新竹市        | 北區   | 水田       | －                 | （地區道路）         | 0                                |
| 新竹市        | 東區   | 新竹市區   | －                 | （地區道路）         | 0                                |
| 新竹市        | 東區   | 新竹市區   | 5.3 跨越縱貫線北段 |                      |                                  |
| 新竹市        | 東區   | 新竹市區   | －                 | 縣道117號            | 僅設西行入口                     |
| 新竹市        | 東區   | 新竹市區   | － 跨越縣道117號   |                      |                                  |
| 新竹市        | 東區   | 新竹市區   | －                 | 縣道117號            | 僅設西出東入 與縣道117號共線起點 |
| 新竹市        | 東區   | 東勢       | －                 | 縣道117號            |                                  |
| 新竹市        | 東區   | －         |                    |                      |                                  |
| 新竹市        | 東區   | 赤土崎     | －                 | 縣道117號            |                                  |
| 新竹市        | 東區   | 埔頂       | －                 | 縣道117號            |                                  |
| 新竹市        | 東區   | 新竹交流道 | 9.700              | 國道一號 · 縣道117號 |                                  |
| 新竹市        | 東區   | 埔頂       | －                 | 縣道117號            | 與縣道117號共線終點              |
| 新竹市        | 東區   | －         |                    |                      |                                  |
| 新竹市        | 東區   | 新         | －                 | （地區道路）         |                                  |
| 新竹市        | 東區   | 金山面     | －                 | （地區道路）         |                                  |
| 11.939        |        |            |                    |                      |                                  |
| 新竹縣        | 竹東鎮 | 竹中       | －                 | 竹48線               | 竹48線起點                       |
| 新竹縣        | 竹東鎮 | 柯子湖後   | －                 | 竹48線               | 竹48線起點                       |
| 新竹縣        | 竹東鎮 | 頭重埔     | －                 | （地區道路）         |                                  |
| 新竹縣        | 竹東鎮 | 二重埔     | 15.384             | 竹40線               | 竹40線終點                       |
| 新竹縣        | 竹東鎮 | 三重埔     | －                 | （地區道路）         |                                  |
| 新竹縣        | 竹東鎮 | 五豐       | －                 | （地區道路）         |                                  |
| 新竹縣        | 竹東鎮 | 五豐       | －                 |                      |                                  |
| 新竹縣        | 竹東鎮 | 五豐       | －                 | （地區道路）         |                                  |
| 新竹縣        | 竹東鎮 | 五豐       | －                 |                      |                                  |
| 新竹縣        | 竹東鎮 | 五豐       | －                 | （地區道路）         |                                  |
| 新竹縣        | 竹東鎮 | 竹東市區   | 19.853             | 縣道123號            | 縣道123號終點                    |
| 新竹縣        | 竹東鎮 | 軟坡       | －                 | 竹37線               | 竹37線起點                       |
| 新竹縣        | 竹東鎮 | －         |                    |                      |                                  |
| 新竹縣        | 竹東鎮 | 崁下       | －                 | （地區道路）         |                                  |
| 新竹縣        | 竹東鎮 | 上公館     | －                 | （地區道路）         |                                  |
| 新竹縣        | 竹東鎮 | 下公館     | 22.353             | 台3線                |                                  |
| 新竹縣        | 竹東鎮 | 員崠子     | －                 | （地區道路）         |                                  |
| 新竹縣        | 竹東鎮 | 員崠子     | －                 | 竹39線               | 竹39線終點                       |
| 新竹縣        | 竹東鎮 | 軟橋       | －                 | 竹39線               | （同上）                         |
| 新竹縣        | 竹東鎮 | 軟橋       | －                 | （地區道路）         |                                  |
| 新竹縣        | 竹東鎮 | 燥樹排     | －                 | （地區道路）         |                                  |
| 新竹縣        | 竹東鎮 | 上坪       | －                 | 竹37線               | 竹37線終點                       |
| 新竹縣        | 竹東鎮 | 上坪       | －                 |                      |                                  |
| 新竹縣        | 竹東鎮 | 上坪       | 30.938             | 竹35線               | 竹35線終點                       |
| 新竹縣        | 竹東鎮 | 上坪       | －                 |                      |                                  |
| 新竹縣        | 竹東鎮 | 上坪       | －                 | （地區道路）         |                                  |
| 新竹縣        | 五峰鄉 | 大隘       | －                 | 竹62線               | 竹62線起點                       |
| 新竹縣        | 五峰鄉 | 五峰市區   | 36.700             | （地區道路）         |                                  |
| 新竹縣        | 五峰鄉 | 茅圃       | 40.500             | （地區道路）         |                                  |
| 新竹縣        | 五峰鄉 | － 隧道    |                    |                      |                                  |
| 新竹縣        | 五峰鄉 | 桃山       | 45.000             | （地區道路）         |                                  |
| 新竹縣        | 五峰鄉 | 清泉       | 47.000             | （地區道路）         |                                  |
| 新竹縣        | 五峰鄉 | 土場       | 55.954             | 竹67線 · 竹專2線     | 通車終點 竹67線終點 竹專2線起點  |
| 共線 半套匝道 |        |            |                    |                      |                                  |

## 計畫延伸路線[2]
新竹縣
- 五峰鄉：清泉→清石道路→霞喀羅古道→石鹿大山西側→佐藤山西側→檜山→結城山東側（竹苗縣界）

苗栗縣
- 泰安鄉：高嶺→大鹿林道東支線→馬達拉溪河谷→加利山－江澤山稜線→竹苗縣界

新竹縣
- 尖石鄉：僅經過江澤山東南側一小段。

苗栗縣
- 泰安鄉：大霸尖山－小霸尖山稜線西北側→林專山西側→雪山西峰東側→苗中縣市界

臺中市
- 和平區：進入一小段後再折回苗栗縣內。

苗栗縣
- 泰安鄉：翠池→翠池三叉山西側（苗中縣市界）

臺中市
- 和平區：繞過翠池三叉山南側→雪山主峰→雪山南峰東側→志佳陽大山→司界蘭溪河谷→環山（計畫終點，接 台7甲線）

## 沿線路名
| 新竹市路段 - 東大路 - 光復路 | 新竹縣路段 - 中興路 - 長春路 - 東寧路 - 東峰路 |

## 沿線設施與景點
| 新竹市路段 - 新竹漁港 - 新竹市北區南寮國民小學 - 新竹市北區載熙國民小學 - 東大路出口（武陵南北快速道路） - 國軍桃園總醫院新竹分院 - 新竹市北區北門國民小學 - 新竹市眷村博物館 - 新竹市立演藝廳 - 新竹市立圖書館 - 黑蝙蝠中隊文物陳列館 - 新竹市東區東門國民小學 - 國立新竹女子高級中學 - 新竹公園 - 國防部後備指揮部新竹後備指揮部 - 工業技術研究院光復院區 - 馬偕紀念醫院新竹院區 - 新竹市私立光復高級中學 - 國立清華大學 - 國立陽明交通大學光復校區 - 新竹交流道（ 國道一號） - 新竹市東區龍山國民小學 - 新竹科學園區 - 新竹市立光武國民中學 - 新竹市私立世界高級中學 - 新竹市立圖書館金山分館 - 新竹市立圖書館關東分館 - 新竹市東區關東國民小學 - 新竹市立新科國民中學 | 新竹縣路段 - 新竹縣竹東鎮竹中國民小學 - 臺鐵內灣線竹中車站 - 工業技術研究院中興院區 - 新竹縣竹東鎮二重國民小學 - 新竹縣立二重國民中學 - 新竹縣竹東鎮天主教上智國民小學 - 新竹縣竹東鎮竹東國民小學 - 國立竹東高級中學 - 竹東曉江亭 - 新竹客運下公館站 - 臺大生醫醫院竹東院區 - 新竹縣竹東鎮員崠國民小學 - 新竹縣私立東泰高級中學 - 新竹縣立員東國民中學 - 五指山 - 新竹縣竹東鎮瑞峰國民小學 - 上坪老街 - 新竹縣五峰鄉公所 - 新竹縣五峰鄉五峰國民小學 - 新竹縣立五峰國民中學 - 清泉溫泉（含三毛夢屋、張學良文化園區） |